# 王长聚
王长聚（1948年3月—），男，河北清苑人，中华人民共和国政治人物，曾任中共内蒙古自治区党委组织部副部长，内蒙古自治区政协副主席。